# Shaitán

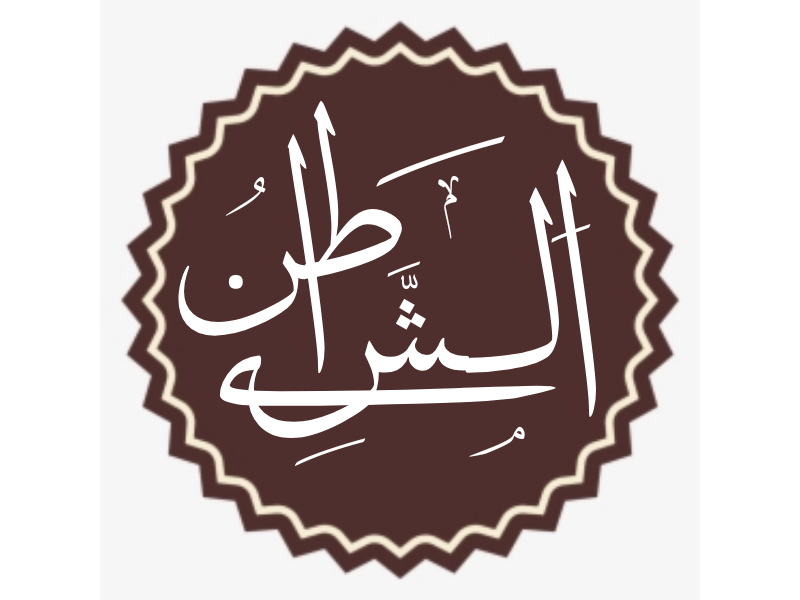
Símbolo Árabe

Shaitán (en árabe: شيطان‎); plural: en árabe: شياطين‎ Shayatin) es el nombre árabe dado a uno o más genios malignos del Islam que tientan a los hombres a pecar, de la misma manera que el Satán judeocristiano. Aunque normalmente se les describe en términos abstractos como una influencia o concepto, su representación en el arte islámico es la de demonios y seres grotescos. A veces se emplea como un nombre intercambiable con la figura de Iblís (en árabe: en árabe: إبليس‎).

## Etimología
La palabra Iblís deriva de la raíz árabe balasa بَلَسَ, que significa "el desesperado"; de ese modo, el significado lingüístico de Iblis sería "el/lo que causa desesperación". 
Shaitán o Satán (شيطان, de la raíz šṭn ش-⁬ط-⁬ن) es a la vez nombre y adjetivo. Como adjetivo significa "travieso" y como nombre, "el que se enfrenta", "el que se opone" o "diablo". En la cultura popular islámica, Shaitán se traduce frecuentemente como "el demonio", pero puede referirse a cualquiera de los seres que se rebelaron contra Alá. Su significado equivale a la palabra española Satán.

## Teología
Según las enseñanzas islámicas básicas, Alá creó al menos tres razas inteligentes, los ángeles, los jinn o djinn y los seres humanos. Las dos últimas tienen la libertad de elegir entre Dios y el diablo. 
De acuerdo al islam Iblis es un jinn, ya que Allah creó al genio y al ser humano con libre albedrío, los ángeles son completamente sumisos no poseen la capacidad de elegir por sí mismos. Así pues, el término de Ángel Caído en el islam es incompatible.
| Sura 2, aleya 34: 34. Y cuando dijimos a los ángeles: «¡Prosternaos ante Adán!». Se prosternaron, excepto Iblis. Se negó y fue altivo: era de los infieles. |
| Sura 7, aleya 11: 11. Y os creamos. Luego, os formamos. Luego dijimos a los ángeles: «¡Prosternaos ante Adán!» Se prosternaron, excepto Iblis. No fue de los que se prosternaron. |
| Sura 15, aleyas 28 a 31: 28. Y cuando tu Señor dijo a los ángeles: «Voy a crear a un mortal de barro arcilloso, maleable, 29. y, cuando lo haya formado armoniosamente e infundido en él de Mi Espíritu, caed rosternados ante él». 30. Todos los ángeles, juntos, se prosternaron, 31. excepto Iblis, que rehusó unirse a los que se prosternaban. |
| Sura 17, aleya 61: 61. Y cuando dijimos a los ángeles: «¡Prosternaos ante Adán!». Se prosternaron, excepto Iblis, que dijo: «¿Voy a prosternarme ante quien has creado de arcilla?» |
| Sura 20, aleya 116: 116. Y cuando dijimos a los ángeles: «¡Prosternaos ante Adán!» Se prosternaron, excepto Iblis, que se negó. |
| Sura 38, aleyas 71 a 76: 71. Cuando tu Señor dijo a los ángeles: «Voy a crear a un mortal de arcilla 72. y, cuando lo haya formado armoniosamente e infundido en él de Mi Espíritu, ¡caed rosternados ante él!» 73. Los ángeles se prosternaron, todos juntos, 74. salvo Iblis, que se mostró altivo y fue de los infieles. 75. Dijo: «¡Iblis! ¿Qué es lo que te ha impedido prosternarte ante lo que con Mis manos he creado? ¿Ha sido la altivez, la arrogancia?» 76. Dijo: «Yo soy mejor que él. A mí me creaste de fuego, mientras que a él le creaste de arcilla». |

Sin embargo, de acuerdo al propio Corán antes de rebelarse habría sido un fiel sirviente de Alá:
| Sura 18, aleya 50: Y cuando dijimos a los ángeles: «¡Prosternaos ante Adán!» Se prosternaron, excepto Iblis, que era uno de los genios y desobedeció la orden de su Señor. ¿Cómo? ¿Les tomaréis, a él y a sus descendientes, como amigos, en lugar de tomarme a Mí, siendo así que son vuestros enemigos? ¡Qué mal trueque para los impíos! |

Aunque pueda resultar contradictorio, de acuerdo a los teólogos islámicos el Corán no tiene ninguna contradicción, y de la mención en 38:76 dónde se menciona que fue creado de fuego, y de la mención explícita en 18:50 dónde se dice que era un angel, pese a que en la misma aleya se refiera a los ángeles, se deduce que fue un yinn de tan alto estatus que alcanzó la misma categoría de los ángeles, pero sin llegar a ser un ángel (pese a que algunas aleyas coránicas le mencionen como ángel), puesto que si hubiera sido un ángel se estaría contradiciendo el propio Corán(aunque podría ser de que se llegó a alzar tanto su estatus que en vez de ser nombrado como jinn, sea nombrado como ángel) Aun así, es frecuente que los propios musulmanes confundan a Shaitán como un ángel caído, ya sea por ignorancia del Corán y la lengua árabe o por el sincretismo adquirido de la convivencia en sociedades de tradición mayoritariamente cristiana.
También existe cierta controversia a este respecto, ya que Shaitán fue castigado por no postrarse ante el hombre (siendo esta una importante diferencia respecto al relato bíblico judeocristiano). Sin embargo, el propio Alá prohíbe postrarse, adorar o servir a cualquier ser o entidad que no sea Él mismo:
| Sura 3, aleya 64: 64. Di: «¡Gente de la Escritura !Convengamos en una fórmula aceptable a nosotros y a vosotros, según la cual no serviremos sino a Dios, no Le asociaremos nada y no tomaremos a nadie de entre nosotros como Señor fuera de Dios». Y, si vuelven la espalda, decid: «¡Sed testigos de nuestra sumisión!» |
| Sura 3, aleya 80: 80. Dios no os ordena que toméis como señores a los ángeles y a los profetas. ¿Es que iba a ordenaros que fuerais infieles, después de haberos sometido a Él? |
| Sura 29, aleya 17: 17. Servís, en lugar de servir a Dios, solo ídolos, y creáis una mentira. Los que vosotros servís, en lugar de servir a Dios, no pueden procuraros sustento. ¡Buscad, pues, en Dios el sustento! ¡Servidle, dadle gracias! ¡A Él seréis devueltos!                                                      |

Por tanto, podría resultar injusto que Alá castigase a Shaitán por negarse a hacer lo mismo que el propio Alá había prohibido tajantemente, postrarse ante ídolos de barro o seres humanos, ya que la idolatría, politeísmo o la asociación a otros dioses (shirk) es el mayor pecado existente en el credo islámico, de manera similar al primer mandamiento de la tradición judeocristiana. 
Para resolver esta contradicción, la sunna islámica y en la mayoría de corrientes ortodoxas del islam argumentan que, en cualquier caso, la negativa manifiesta a obedecer a Alá o rebelarse contra Él supone un pecado de igual grado que la adoración de ídolos (pues la adoración de ídolos implica por sí misma una desobediencia a Alá), constituyendo éste un pecado de mayor grado que el asesinato, como en el ejemplo de que si Abraham se hubiera negado a asesinar a su hijo (Ismael según el Corán, o Isaac según la Biblia judía y cristiana) cuando Alá se lo había ordenado para probar su fe, éste habría perdido el favor de Alá y habría sufrido el mismo castigo que Shaitán por negarse a cumplir los deseos de Alá, pese a que el asesinato (al menos en esta circunstancia) sea considerado un pecado en los mencionados credos monoteístas.
Pero Alá conocía sus intenciones y de ahí el nombre de Iblis (el que causa desesperación).
Según la teología islámica los ángeles, por su propia naturaleza, no tienen la libertad de desobedecer a Alá, de lo cual se deduce también que Shaitán no podía ser un ángel, sino un genio, pues de lo contrario no le habría sido posible desobedecer a Alá. Un día, éste dijo a sus creaciones que uno de ellos se volvería contra él. Los ángeles corrieron a Iblis, sabiendo que Alá escuchaba sus súplicas. Iblis rogó entonces a Alá que no dejara que ninguno de los ángeles se volviera contra él, pero no se incluyó en la súplica, ya que se consideraba a salvo. Pero cuando Alá creó a Adán, todos los ángeles se postraron ante él, excepto Iblis, que rehusó obedecer.
Iblis se consideraba superior a Adán, que fue creado del barro, mientras que él fue creado del "fuego sin humo". Por este acto de desobediencia, Alá lo condenó al infierno por toda la eternidad, pero le dio tiempo hasta el día del Juicio Final. Durante ese tiempo, trataría de corromper a los seres humanos como una forma de venganza. Por rehusar obedecer a Alá, fue expulsado del paraíso y a partir de entonces fue llamado Shaitán. Y según las teorías dadas, tiene su gran sillón sobre el agua.
En la teología islámica, Shaitán y sus subalternos son considerados los susurradores, que susurran en los corazones de hombres y mujeres, urgiéndoles a cometer pecado.

## En la cultura popular
- Aparece citado en Las mil y una noches.
- En obras más modernas, el término Shaitan es usado para referirse a los gusanos de arena en la saga de ciencia ficción Dune.
- El lanzacohetes RPO-A_Shmel es apodado desde la guerra de Chechenia como "trompeta de shaitan".
- En la novela  Hannibal, un personaje de etnia gitana se refiere a Hannibal Lecter como shaitan.